# Miniconomy
Miniconomy is een online handelsspel waarin een economische maatschappij wordt gesimuleerd. Miniconomy heeft een grote community met spelers uit meer dan 120 verschillende landen en had in 2015 meer dan 144.000 geregistreerde spelers. Naast dat er een zeer grote community is die Miniconomy speelt, doen er elke handelsperiode ook veel scholen mee. Steeds meer docenten spelen met hun klassen mee in Miniconomy om studenten en scholieren te laten ervaren hoe de markt van vraag en aanbod werkt. Inmiddels is Miniconomy naast het Nederlands ook speelbaar in het Engels, Spaans, Deens, Portugees, Duits, Frans en Braziliaans Portugees.

## Algemene informatie
Iedereen kan een account aanmaken bij Miniconomy. De speler begint met 1000 I-Shell (geldeenheid in Miniconomy) en 100 liter benzine waarmee hij of zij een bedrijf begint dat zich specialiseert in de productie en verkoop van producten. Handelsperiodes in Miniconomy duren 3 weken, met pauzes van 1 week waarin het spel gereset wordt, nieuwe features worden getest en waar de verkozen politici hun Ministers kiezen en richtlijnen opstellen voor de volgende ronde.

### Registratie
Wanneer spelers zich registreren,vullen ze hun informatie in en de stad waar zij in willen handelen. De verschillen tussen de steden zitten hem in handelsactiviteit, bedrijvigheid, concurrentie en welke producten beschikbaar zijn. Spelers mogen meer dan één account hebben, maar voordeel hebben van een tweede account is verboden en wordt ook gelijk bestraft. Handelen met twee accounts in één stad is daarom ook verboden.

### Handelen
Het grootste onderdeel van Miniconomy is handelen. Spelers kunnen kiezen uit vele verschillende producten om in te handelen en kunnen omzet genereren uit interstedelijke handel, internationale handel en export. Spelers kunnen winkels bouwen in hun eigen stad, winkels kopen in andere steden, en kunnen deze aankleden met (geanimeerde) banners, marketing toevoegen zodat hun winkel verder naar voren staat in de straat, en korting toevoegen voor bepaalde klanten. Aan het eind van de ronde worden de resultaten opgesteld, op basis van de nettowaarde van spelers, waarna een winnaar wordt aangewezen.

### Politiek
Vijf rondes na het ontstaan van Miniconomy maakten spelers hun wensen voor een politiek systeem duidelijk. In onderhandelingen met de ontwikkelaars kwamen zij met een systeem waar spelers zelf de politiek runde in een systeem met partijen, verkiezingen, een parlementair systeem, en Ministers die taken vervullen in hun werkgebied waarvoor zij verantwoordelijke zijn. Elk van de vier landen heeft een ander politiek systeem, maar alle vier worden door spelers zelf gerund. De landen mogen nog altijd zelf bepalen welke vorm van politiek systeem zij willen zolang ze deze zelf invoeren en veranderen in het wetboek. De handelaren in Miniconomy bepalen dus zelf voor een groot deel de kaders waarbinnen zij mogen handelen.

### Sociaal
Het is in Miniconomy ook mogelijk om contact te hebben met andere spelers in de chat of clubs (zoals op fora). Het wordt vaak gebruikt door spelers om reclame te maken voor zichzelf of om een service aan te bieden. Er wordt ook weleens een discussie gevoerd over de politiek. Voor nieuwe spelers is het gemakkelijker om vragen te stellen in de chat en spelers helpen graag anderen in het beantwoorden hiervan. Er worden wel een aantal dingen verboden op de chat, zoals anderen uitschelden. Er zijn ook spelers die het recht hebben om de chat te beheren en in te grijpen, mocht er iets gebeuren. Omdat de chat landgebonden is, is ook de taal anders in de verschillende chats van de landen.
Ook clubs (een soort forum) worden veel gebruikt. Het is een communicatiemiddel tussen de spelers onderling, maar ook tussen spelers en Federals (de spelleiding). Wie bijvoorbeeld iets verkeerd gedaan heeft kan vragen of dat opgelost kan worden. Dankzij de clubs kan er veel gedaan worden, zoals het gebruik van een rechtbank, die spelers op overtreden van regels kunnen aanpakken. Ook wordt het gebruikt om het spel te verbeteren door een groepje spelers. Daarnaast kan de speler er ook gewoon "lekker gezellig doen" en praten over wat hij gedaan heeft. Ook kan er worden afgesproken om bijvoorbeeld met andere spelers een uitje te maken.
In 2015 lieten Miniconomyspelers opnieuw zien dat zij een hele hechte community zijn. Het gezin van twee Miniconomyspelers in Amerika werd getroffen door een orkaan waarna er door spelers massaal werd gedoneerd om hun weer een veilige plek te geven en hun huis terug op te bouwen. De hele Miniconomygemeenschap was even één, er werd even niet geschoten of beroofd maar er werd aandacht besteed aan zij die dat op dat moment even nodig hadden ook al zaten ze vele duizenden kilometers van de meeste spelers vandaan.

## Geschiedenis
Met de ontwikkeling van het spel werd begonnen in oktober 2001, toen VU-informaticastudent Wouter Leenards met zijn broer Mark Leenards, student bedrijfseconomie, het plan opvatte om een realistisch handelsspel op het internet te maken. Wanneer dit spel langzamerhand een zekere vorm begint aan te nemen, worden de beide studenten regelmatig benaderd door uitgevers en onderwijsinstellingen die het spel in het onderwijs willen gaan inzetten. Na een subsidie die in 2004 door de Stimuleringsregeling digitale pioniers wordt toegezegd, breidden de studenten het spel zodanig uit dat het in het onderwijs ingezet kan worden.
In 2005 werd het spel ontwikkeld voor de bovenbouw havo en vwo van het voortgezet onderwijs en dan met name voor de vakken Economie, Management & Organisatie en Wiskunde A. Door verschillende maatschappelijke aspecten in het spel kan het ook voor vakken als maatschappijleer, Nederlands en Engels worden ingezet.
In 2006 werd de hele lay-out veranderd en enkele nieuwe features werden toegevoegd. Ondanks een dipje in het aantal actieve spelers en het dalende aantal nieuwe aanmeldingen hield een harde kern van ervaren spelers Miniconomy levend, door nieuwe initiatieven en ideeën en de nooit verminderde inzet om de handel te doen bloeien.
In 2007 kreeg de lay-out weer een facelift en werden een etalage- en kortingspercentage-optie toegevoegd, evenals de mogelijkheid voor beginnende spelers om een vereenvoudigde versie te spelen als initiatie.
In 2011 is de straat onder handen genomen en al gedeeltelijk gewijzigd en verbeterd.

## Structuur van het spel

### Producten
Er zijn 30 producten in Miniconomy, die in 5 verschillende categorieën kunnen worden gesplitst; grondstoffen, basisproducten, secundaire producten, gereedschap, en illegale producten. De producten die in elk van deze categorieën vallen zijn:
- Grondstoffen: klei, erts, bomen, goud, olie, diamant
- Basisproducten: steen, ijzer, hout, motor, pomp, schep, zaag, benzine, chips, glas, plastic
- Secundaire producten: kogelvrij vest, camera, alarmsysteem, telefoon, computer
- Gereedschap: machine, oven, schroevendraaier, diamantboor
- Illegale producten: pistolen, bommen, kruit

Aan het maken van producten zijn ook kosten verbonden, maar alle producten kunnen in winkels verkocht worden aan toeristen of andere spelers. Ook kunnen sommige producten geëxporteerd worden (een gelimiteerd aantal per dag).

### Steden
Guilderland
- Cashwijk

United Blingdom
- Coinville

### Functies
Er zijn meer dan 25 functies en statussen die spelers kunnen halen. De statussen tonen aan dat een speler een bepaald niveau van handelen heeft bereikt terwijl functies aantonen wat de huidige verantwoordelijkheden van spelers zijn zoals Minister of Politieagent. Ook zijn er bepaalde functies (zoals makelaar) die het mogelijk maken extra dingen binnen het spel te doen.

## Politiek in het spel

### Guilderland
Guilderland is het Nederlandstalige land. Guilderland heeft momenteel als staatsvorm een verkiesbare president en gekozen burgemeesters.

### United Blingdom
Dit is het Engelstalige land in de Federatie. De inwoners van United Blingdom kunnen op kandidaten stemmen om zo de President te kiezen. Degene met de meeste stemmen wordt President. Ook de burgemeester wordt democratisch gekozen.
- veiligheid.

meespelen.

## Miniconomy in het klaslokaal

### Educatieve Module
In 2005 is de Educatieve Module toegevoegd. Deze module geeft onderwijzers de mogelijkheid om hun studenten te volgen binnen het spel. Er hebben inmiddels meer dan 140 klassen aan Miniconomy deelgenomen waarvan een steeds groter wordend aantal internationale scholen. De leeftijdsgroepen waarin Miniconomy het meeste bijdraagt in het onderwijs zijn tussen de 12 en 20 jaar oud. De vakken waar het bijvoorbeeld voor gebruikt zou kunnen worden zouden zijn Engels, economie, communicatie, en maatschappijleer.
Een aantal educatieve aspecten van Miniconomy:
- Handelen in goederen, aandelen, grond en onroerend goed
- Kostprijsberekening
- Balans en resultatenrekening
- Marketing
- Wet van vraag en aanbod
- Concurrentie
- Bankwezen
- Financiering
- Samenwerken

Voor scholieren en studenten biedt Miniconomy een ondersteuning op het educatieve pakket van scholen op een leuke manier. Het aantal aanmeldingen van scholen is over de afgelopen jaren steeds meer toegenomen en op Miniconomy is terug te zien dat er ook steeds meer studenten en scholieren blijven hangen, omdat zij telkens weer uitgedaagd worden om hun plek in de markt voor zich te winnen. Scholieren en studenten trainen met Miniconomy naast samenwerken ook het strategisch denken en kostprijsberekeningen maken.